# Graham Stark
Graham William Stark (20. ledna 1922 Wallasey – 29. října 2013 Londýn) byl anglický herec, scenárista a režisér, zaměřený na komediální žánr. Byl také uznávaným amatérským fotografem a autorem autobiografické knihy Stark Naked.
Od třinácti let vystupoval v londýnském divadle Lyceum Theatre a v roce 1939 debutoval ve filmu. Za druhé světové války narukoval k Royal Air Force, ale pro barvoslepost mu nebylo dovoleno létat a byl zařazen k herecké skupině Ralpha Readera, vystupující se zábavnými pořady pro vojáky. Zde se seznámil s Peterem Sellersem a stal se jeho celoživotním blízkým spolupracovníkem. Po válce absolvoval Královskou akademii dramatických umění. Účinkoval v zábavných pořadech BBC Radio Ray's a Laugh a The Goon Show a v televizních skečích A Show Called Fred. Uplatnil se jako nahrávač hvězdných komiků jako Peter Sellers, Benny Hill nebo Spike Milligan, ale jeho pokus o vlastní pořad The Graham Stark Show v roce 1964 skončil neúspěchem.
Výrazné vedlejší postavy ztvárnil v sérii filmů o Růžovém panterovi: hrál Clouseauova asistenta Hercula ve filmech Clouseau na stopě a Stopa Růžového pantera, gangstera Pepiho v Návratu Růžového pantera, majitele penziónu ve filmu Růžový panter znovu zasahuje a profesora Ballse ve filmech Pomsta Růžového pantera a Syn Růžového pantera. Objevil se také ve filmech Báječní muži na létajících strojích, Alfie, Casion Royale, Kouzelný Kristián a Viktor, Viktorie.
Jeho manželkou byla herečka Audrey Nicholsonová.